# Коринф (мифология)
Кори́нф (др.-греч. Κόρινθος) — персонаж древнегреческой мифологии. По легенде, был основателем города Коринфа и, согласно его жителям, был сыном Зевса и Электры. Согласно Евмелу Коринфскому, был сыном героя Марафона. Назвал своим именем страну Эфирею. Отец Силеи, дед Синиса.
Не оставил сына, и коринфяне передали власть Медее и Ясону. Либо был убит местными жителями, Сисиф наказал убийц и вместо него стал царем.